# Казелле-Лурани
Казелле-Лурани (итал. Caselle Lurani) — коммуна в Италии, располагается в регионе Ломбардия, подчиняется административному центру Лоди.
Население составляет 2244 человека, плотность населения составляет 321 чел./км². Занимает площадь 7 км². Почтовый индекс — 26853. Телефонный код — 0371.
Покровительницей коммуны почитается святая Екатерина Александрийская, празднование 25 ноября.